# تسوشیما، آیچی
تسوشیما، آیچی از شهرهای استان آیچی ژاپن است که جمعیت آن در ۱ ژانویه ۲۰۰۸ ۶۵٬۶۴۶نفر بوده‌است.